# Glomeris oropensis
Glomeris oropensis är en mångfotingart som beskrevs av Karl Wilhelm Verhoeff 1936. Glomeris oropensis ingår i släktet Glomeris och familjen klotdubbelfotingar. Inga underarter finns listade i Catalogue of Life.